# Козоріжцеві
Козоріжцеві (Aegosomatini Thomson, 1860) — невелика триба жуків з родини Скрипунових, яка налічує 15-20 родів. Козоріжцеві розповсюджені переважно на території тропічної Азії, декілька видів трапляється у Європі, Океанії та Австралії.

## Поширення
Козоріжцеві в Україні представлені одним родом і видом — Козорожець зерновусий (Aegosoma scabricornis (Scopoli, 1763)).

## Розмаїття
До триби Козоріжцевих залічують такі роди:
1. Aegolipton Gressitt, 1940
2. Козорожець — Aegosoma Audinet-Serville, 1832
3. Aerogrammus Bates, 1875
4. Baralipton J. Thomson, 1857
5. Cyanolipton Komiya, 2004
6. Dandamis Gahan, 1906
7. Dinoprionus Bates, 1875
8. Komiyasoma Drumont & Do, 2013
9. Megobaralipton Lepesme & Breuning, 1952
10. Megopis Audinet-Serville, 1832
11. Metaegosoma Komiya & Drumont, 2012
12. Nepiodes Pascoe, 1867
13. Oceanomegopis Komiya & Drumont, 2009
14. Palaeomegopis Boppe, 1911
15. Rhineimegopis Komiya & Drumont, 2001
16. Spinimegopis Ohbayashi, 1963
17. Toxeutes Newman, 1840
18. Ziglipton Komiya, 2003